# Держанівка (Кам'янець-Подільський район)
Держані́вка (Остоя до 1925 року, пол. Ostoja) — село в Україні розташоване на Поділлі, у Дунаєвецькій міській територіальній громаді Кам'янець-Подільського району, Хмельницької області.

## Географія
Село розташоване на одній із закритих поверхневим шаром землі і частково лісовим масивом товтр Подільської височини на середній висоті 274 метри над рівнем моря у басейні середньої течії і ліворуч від річки Студениці — притоки річки Дністра за 40-45 км від нього. Місцевість має географічні координати 48°50′41″ пн. ш. і 26°55′47″ сх. д. та площу 1,24 км².
Сусідніми селами є Іванківці (з півночі), Дем'янківці (з північного заходу) Антонівка і Мушкутинці (із заходу), Голозубинці (з півдня), Велика Побійна (зі сходу) та Сивороги (з північного сходу). Відстань до районного центру м. Дунаївці через річку Студеницю становить 7 км (шосейною дорогою через с. Іванківці 12 км). Найближча залізнична станція Дунаївці віддалена на 30 км, а обласний центр м. Хмельницький — на 82 км.
Село має довжину біля двох з половиною кілометрів у напрямі «схід-захід», і лише у центральній частині має чотири провулки, що розширюють його розташування на південь і північ. За природно-ландшафтними умовами місцина належить до природної зони лісостепу. Рельєф позначений пологими схилами, частина з яких у західній частині переходять у круто спадаючі, що утворюють яр-каньйон довжиною до одного кілометра. Вже за селом яр спадає у південно-західному напрямку і закінчується біля прибережної долини річки Студениці.

Пам'ятний знак на честь воїнів-односельчан які загинули в Другу світову війну

У полях на схід від села зароджується джерельний безіменний струмок. Спочатку він огинає село з північного боку. А далі щедро поповнюючись з численних джерел, вбігає у село і, розділяючи його навпіл, дзюркоче на захід до яру, де шумить-вирує кількома водоспадами висотою від одного до шести метрів і поповнює собою води річки Студениці.
З південного боку на відстані від 30 до 400 метрів уздовж всього села проліг ліс Мокрець, шириною 800—1200 метрів, багатий на листяні породи дерев — граб, дуб, береза, осика, берест, клен і лісове різнотрав'я та гриби, з яких особливо цінуються білі гриби, підберезники, лисички, сироїжки, печериці, маремухи. У лісі водяться лисиці, зайці, також спостерігаються козулі і дикі кабани, а гніздяться, переважно, дрібні птахи — дрізд, дикі голуби, синиця, зяблик, соловейко.
З північного і північно-східного боку — між Держанівкою та Іванківцями і Сиворогами аж до хутора Лисани (частина с. Велика Побійна) тягнеться листяний з домішками ялини ліс Довжок.
Із корисних копалин у селі і навколо нього багато будівельної глини, а також фрагментарно — підповерхневі ділянки річкового піску великих фракцій до 1,5 мм (південно-східна частина земель — уроч. Стависко) та в яру у південно-західній частині — виходи вапняку і вапняково-кременеві сполуки.
Питною водою для індивідуального вживання і господарських цілей мешканці Держанівки забезпечуються із криниць-копанок глибиною від 10 до 18 метрів або з природних джерел, що б'ють з-під землі у пониззі уздовж безіменного струмка. В останній час окремі фермери зводять більш потужні свердловини для добування питної води з глибини 60-70 метрів. Крім цього, у полях на північний захід, що за півтора кілометра від села, відкривається декілька джерел, особливо помітних після весняних паводків та рясних літніх дощів. Там вони поповнюють неглибоку рукотворну криничку, з якої можна черпати питну воду відром, задовольняючи спраглих людей і свійських тварин, яких виводять сюди на випас. В разі переповнення цієї кринички, її вода збігає у доволі широку балку в бік річки Студениці.

## Історія
З історичних і наукових видань, архівних документів і спогадів старожилів відомо, що менш ніж сто років тому це невеличке село на Поділлі в народі називалось «Ростоя».
У XVIII столітті село було поділене майже навпіл між польським графом Ігнацієм Сцібором Мархоцьким та магнатом Вінцентом Красінським.
В результаті цього земельного поділу східна частина села отримала від Мархоцького назву Остоя — від назви шляхетського герба роду Мархоцьких Остоя. Водночас західна частина села теж з XVIII століття отримала назву Вінцентівка — за іменем власника Вінцента Красінського.
Більшовицький режим хоча і возз'єднав село в єдине ціле у 1925 році, але примусово і штучно присвоїв селу назву «Дзержинівка» — на честь першого керівника радянських каральних органів ЧК-НКВС-МДБ-КДБ Ф. Дзержинського. За якесь десятиліття літеру «и» в цьому топонімі замінили на «а», перейменувавши Дзержинівку на Дзержанівку. А після другої світової війни малопоширений в українській мові звук «дз» скоротили до «д». Особливо болючим у цій історії став той факт, що саме з цього села, яке налічувало не більше 160 дворів, у період сталінського терору 1937-38 років НКВС репресував 31 мешканці, з яких 27 було страчено. З усіх репресованих 24 жертви, як і Ф.Дзержинський, були етнічними поляками.
Попри примусову зміну назви села більшовицькою владою, людська пам'ять протягом століть чи навіть тисячоліть зберігає її. До цього часу жителі району в усному повсякденному спілкуванні називають село Ростоєю, а його жителів ростоянами і ростоянками.
У другій половині 1960-х років село було електрифіковане і з'єднане дорогою із твердим насипним покриттям із трасою Дунаївці — Нова Ушиця. 
З 1991 року в складі незалежної України.
У 2013 році у Держанівку було проведено газопровід.
До 2015 року діяв орган місцевого самоврядування — Держанівська сільська рада, до відання якої також входило сусіднє село Антонівка.
13 серпня 2015 року шляхом об'єднання сільських рад, село увійшло до складу Дунаєвецької міської громади.
17 липня 2020 року, в результаті адміністративно-територіальної реформи та ліквідації Дунаєвецького району, село увійшло до складу Кам'янець-Подільського району.

## Населення
На початку 2016 року у Держанівці налічувалось 176 дворів і 322 мешканці. Склад населення характеризувався такими показниками: дошкільнята — 17 (5,3 %); школярі — 25 (7,8 %); доросле населення — 280 (87 %). Із дорослого населення чоловіків 131 (46,8 %), жінки — 149 (53,2 %). Кількість молоді віком від 16 до 35 років становила 85 осіб (26,4 %). З усіх мешканців села 164 (51 %) належали до осіб працездатного віку. Але при цьому мали роботу лише 70 (21,7 % від усіх або 42,7 % від працездатних), а 78 (24,2 % від усього населення села) були безробітними. Ще 112 осіб (34,8 %) перебували на пенсії.

### Мова
У селі поширені західноподільська говірка та південноподільська говірка, що відносяться до подільського говору, який належить до південно-західного наріччя.

## Інфраструктура та економіка
У селі функціонують клуб, бібліотека, дитячий садочок. До 2012 року тут діяла початкова школа.
В цілому, держанівські природні умови придатні для ведення аграрного виробництва. Проте тут надто мало чорноземів, а натомість переважають глинисті і підзолисті ґрунти, що вимагають регулярного внесення органічних і мінеральних добрив. На великих земельних масивах, які беруть в оренду аграрні корпорації або обробляють технічно забезпечені фермери, висівають злакові і бобові (пшениця, кукурудза, горох, соя) або технічні (ріпак, гречка, цукровий буряк) культури.
Водночас в індивідуальних селянських господарствах вирощують для власного користування картоплю, кормовий буряк, баштанні культури, квасолю, розводять невеликі сади, де переважають яблуні, груші, сливи, черешні, вишні, горіхи та, меншою мірою, шовковиця і виноград. Із тварин мешканці села розводять, переважно, велику і малу рогату худобу, свиней, кролів і домашніх птахів. Так, за даними статистичної звітності 2014 року, у домашніх господарствах утримувалися 92 корови, 6 телиць старших одного року і 21 теля до року, 72 свині, 40 овець, 4 кози, 1 кінь, 36 кролів, 1186 курей, а також доглядали 9 бджолосімей.

## Відомі односельчани
- Осецький Йосип Петрович — український поет, полковник Служби безпеки України.
- Куніцький Леонід Мар'янович — Заслужений будівельник України[4]